# When I Think of You
When I Think of You è il terzo singolo estratto dall'album del 1986 della cantautrice statunitense Janet Jackson, Control. Il singolo venne prodotto da Jimmy Jam e Terry Lewis e fu il primo della Jackson a conquistare la vetta della classifica dei singoli di Billboard oltre ad ottenere un buon successo internazionalmente.
La canzone tornò ad essere popolare nel 1995 grazie allo spot pubblicitario per il singolo della stessa cantante Runaway, dove veniva utilizzata come tema in una versione remixata da David Morales..

## Tracce
1. When I Think of You
2. Pretty Boy

### Singolo 12"
1. When I Think of You (Morales Classic Mix) – 6:57
2. When I Think of You (Morales Extended House Mix) – 7:43
3. When I Think of You (Morales Jazzy Mix) – 10:19
4. When I Think of You (Morales Crazy Love Mix) – 8:44
5. When I Think of You (Morales Drum Mix) – 5:10
6. When I Think of You (Morales Incredible Boss Dub) – 7:12

## Classifiche
| Posizione | 60 | 46 | 36 | 26 | 24 | 18 | 14 | 7 | 3 | 1 | 1 | 3 | 7 | 19 | 29 | 44 | 64 | 77 | 98 |

| Classifiche (1986)                       | Posizione massima |
| ---------------------------------------- | ----------------- |
| Australia                                | 51                |
| Belgio                                   | 8                 |
| Canada                                   | 15                |
| Paesi Bassi                              | 3                 |
| Germania                                 | 36                |
| Regno Unito                              | 10                |
| Billboard (USA)                          | 1                 |
| Billboard rhythm and blues/hip hop (USA) | 3                 |
| Billboard dance (USA)                    | 1                 |
| Billboard contemporanea (USA)            | 10                |
| ARC (USA)                                | 1                 |